# Stay Homas
Stay Homas és un trio musical català que va sorgir arran del confinament de prevenció per minvar els encomanaments de Covid-19. Els integrants d'aquest grup són en Klaus Stroink (trompetista a Buhos, Nil Moliner i Horny Section, a més de ser doblador), Guillem Boltó (extrombonista i excantant a Doctor Prats) i Rai Benet (baixista a Buhos i Nil Moliner). Tots tres músics compartien un pis de l'Eixample barcelonès des d'uns mesos abans del confinament. El nom del grup és una derivació de l'expressió anglesa stay home, és a dir, “queda't a casa”.

## Història

### Naixement
La primera cançó, Confainament I, la van difondre el 14 de març de 2020 des del canal d'Instagram de Benet. L'endemà van penjar la segona, Confainament II, des del compte de Boltó. I la tercera, Del confineo III, des del d'Stroink. A partir d'aquí, i vist l'èxit que tenien, van obrir comptes amb el nom del grup a diferents xarxes. Les seves cançons, gravades a la terrassa de casa seva, recorden amb humor les mesures de prevenció per lluitar contra la pandèmia de Covid-19, la vida aïllats a casa i la frustració per les activitats que ja no es podien dur a terme. Les cançons barregen diferents idiomes, com el català, anglès, castellà i portuguès.
Els integrants sovint convidaren altres músics a fer un cameo a través del mòbil, com ara Judit Neddermann, Sílvia Pérez Cruz, Macaco, Nil Moliner, Manu Chao, Oques Grasses, Sr. Wilson…
La ràpida difusió de la seva música a través de les xarxes va traspassar fronteres. Se'n van fer ressò diversos mitjans de comunicació internacionals, com ara la revista The New Yorker, la cadena de televisió CNN o la ràdio NPR, entre d'altres. Les seves cançons es van començar a versionar a diversos indrets del món. Michael Bublé, per exemple, ha adaptat el seu Gotta be patient. Bublé s'acompanya de la banda Barnaked Ladies i de la cantant mexicana Sofía Reyes.

### Primers treballs publicats
A principis de juny van publicar la cançó XXIX: Let it out, l'última abans d'una aturada que coincidí amb la suavització de les mesures de confinament a Espanya. Van aprofitar per enregistrar cinc de les seves peces amb qualitat d'estudi i les van publicar en un EP a primers de juliol, sota el nom Desconfination. Els integrants de Stay Homas van anunciar en un directe d'Instagram que les entrades per al seu primer concert (31 de juliol de 2020) a la sala Apolo s'havien exhaurit en només 10 minuts. Veient l'èxit, van decidir organitzar més concerts.
El desembre de 2020 van publicar l'àlbum Agua, amb la discogràfica Sony Music. De les dotze pistes incloses, sis eren adaptacions de cançons que havien cantat a la terrassa, mentre que les sis restants foren peces noves. Stay Homes van mantenir l'eclecticisme musical, multiculturalitat i plurilingüisme que els van fer famosos.
Celebrant el seu primer aniversari i, de cara a escalfar motors per la gira d'estiu, els Stay Homas va treure des de mitjans de març una segona tongada de cançons, deu en total. Novament des de la terrassa, van seguir amb l'estil característic, aquest cop amb col·laboradors com Rita Payés, Juanito Makandé, Albert Pla i Rubén Blades.

### La gira d'Agua
La gira de presentació va portar a la banda a fer una quarantena de concerts des del maig pel territori de l'estat, ressaltant els oferts al Vida Festival i al Canet Rock, que van dur certa polèmica per la gran afluència de públic malgrat les preocupants estadístiques de contagis. També va destacar el concert del 4 de novembre a Razzmatazz, que suposava la reobertura de la sala principal després de l'esclat del coronavirus el març de 2020. En desembre de 2021 hauran de visitar Milà, París, Brussel·les i Londres, mentre que van haver de posposar la gira per Amèrica del Sud fins a maig de 2022.
El videoclip de la col·laboració amb The Tyets La platja ha estat el segon publicat en català en 2023 més vist a YouTube de l'any amb més de dos milions de visualitzacions, i La nòria va superar el milió.

## Discografia
- Desconfination (EP, 2020).[21]
- Agua (LP, 2020).[22]
- Homas (LP, 2023).[23]

## Premis
- Premis ARC 2020:[24]
  - Reconeixement a la iniciativa del grup o artista revelació
  - Reconeixement al projecte artístic més innovador realitzat en confinament

- Premis Enderrock 2021:[25]
  - Millor cançó pop-rock, The bright side (amb Oques Grasses)
  - Millor artista revelació
  - Millor directe